# Erat
Erat (ou Ekong II) est un village du Cameroun, situé dans la Région du Sud-Ouest, à proximité de la frontière avec le Nigeria, dans l'enceinte du parc national de Korup. Il est rattaché administrativement à la commune de Mundemba, dans le département du Ndian.

## Population
En 1999 le village comptait 447 habitants, principalement des Korup. Lors du recensement de 2005, on y a dénombré 362 personnes.